# Édouard Fabre
Pour les articles homonymes, voir Fabre.
Édouard Fabre, né à Saint-Henri, Montréal, le 21 août 1888, et mort le 1er juillet 1939 à Montréal, est un marathonien québécois.

## Biographie
Il est baptisé le 22 août 1888, sous le prénom François Édouard, fils de Léon Fabre, chapelier, et d’Alphonsine Daoust, de la Côte-Saint-Paul. La mère meurt en 1891 et le père se remarie. Édouard Fabre est alors placé en orphelinat à Saint-Henri en 1896, à l’âge de huit ans. Mais il s’enfuit de l’orphelinat, traverse le pont Victoria et se retrouve seul dans la campagne. Il est recueilli par une famille iroquoise de Caughnawaga, dans laquelle il semble avoir passé le reste de son enfance et sa jeunesse, d’où sans doute son penchant pour les courses de raquettes, très populaires à Montréal et à Toronto vers 1900. Ce sera le départ de sa brillante carrière sportive.
Il termine onzième du marathon olympique de 1912.
Il participe à 315 courses et remporté de nombreux trophées. Il a notamment été vainqueur du Marathon de Boston et de celui de San Francisco en 1915. Il termine en première place plus de 138 fois au cours de sa carrière. 
Il revient à la course en raquettes en 1930 et remporte la course en six étapes entre Québec et Montréal. Il entre triomphant au forum de Montréal après 34 heures et 18 minutes d’efforts.
Le 19 décembre 1915, il est dit forgeron lorsqu’il épouse Blanche Dufour dans la paroisse Saint-Joseph de Montréal. Il meurt à Montréal et est inhumé le 4 juillet 1939 dans le cimetière Notre-Dame-des-Neiges.
Il a donc remporté les marathons de Boston (19 avril 1915), de San Francisco (1915), de Détroit (1918), de Cleveland (1919) et de Saint-Louis (1921).